# 정재홍
정재홍(鄭在洪, 1986년 1월 26일 ~ 2019년 9월 3일)은 대한민국의 농구 선수이다. 2008년 KBL 드래프트에서 전체 6순위로 고양 오리온 오리온스에 지명되었다. 2019년 9월 3일 저녁 무렵, 향년 33세에 급성 심정지로 인한 심장마비로 사망하였다.

## 학력
- 인천신흥초등학교
- 송도중학교
- 송도고등학교
- 동국대학교

## 경력
- 2008 ~ 2017년 : 고양 오리온 오리온스 (2008년 드래프트 1라운드 6순위)
- 2010 ~ 2012년 : 국군체육부대
- 2013 ~ 2015년 : 인천 전자랜드 엘리펀츠 (임대)
- 2017 ~ 2019년 : 서울 SK 나이츠